# William Hazlitt
William Hazlitt   (Maidstone, 10 d'abril de 1778 - Londres, 18 de setembre de 1830) va ser un assagista, crític dramàtic i literari, pintor, comentarista social i filòsof anglès. Ara és considerat un dels principals crítics i assagistes de la història de la llengua anglesa. en companyia de Samuel Johnson i George Orwell. També és reconegut com el millor crític d'art de la seva època. Tot i la seva alta posició entre els historiadors de la literatura i de l'art, el seu treball és poc llegit i principalment fora de catàleg.
Durant la seva vida, va fer amistat amb moltes persones que ara formen part del cànon literari del segle xix, incloent Charles i Mary Lamb, Stendhal, Samuel Taylor Coleridge, William Wordsworth, i John Keats.

## Vida
Hazlitt era fill d'un clergue unitarista. Els pintors John Hazlitt i Peggy Hazlitt eren germans seus. El seu pare es va traslladar amb la família a Bandon, County Cork, el 1780, i als Estats Units tres anys després. A Boston va fundar la Primera Església Unitària.
El 1787 Hazlitt va tornar a la Gran Bretanya amb la seva família i es va establir a Wem, Shropshire. A petició del pare, Hazlitt havia d'estudiar teologia i això va intentar en el Hackney College de Londres. Després d'un any, Hazlitt va desistir i va intentar una formació artística a París. La va interrompre a favor de la literatura. El seu germà John estava entudiant amb Sir Joshua Reynolds.
De tornada a Londres, va situar el seu nom entre els romàntics. Va fer amistat amb Samuel Taylor Coleridge i William Wordsworth. També va conèixer els germans Charles Lamb i Mary Lamb. El 1808, als 30 anys, Hazlitt es va casar amb Sarah Stoddart, una amiga íntima dels germans Lamb. Per mitjà d'aquest casament, John Stoddart, editor del The Equips, va convertir-se en el seu cunyat. Hazlitt i la seva esposa es van establir a Winterstown, Salisbury.
A partir de 1812, Hazlitt va treballar a temps complet com a assagista per diversos diaris i revistes, com The Equips i Edinburgh Review. Arran de l'èxit professional, el seu matrimoni va tenir problemes creixents. El 1819, Sarah es va separar de Hazlitt i, el 1822, es va finalment divorciar.
A partir de 1820, Hazlitt va viure en una petita casa d'hostes a Londres i va tenir una relació amb la filla de 19 anys de la casa, Sarah Walker. Ell esperava casar-s'hi després del divorci, però va ser rebutjat. Decebut, va publicar anònimament un petit relat velat del seu amor per Sarah Walker sota el títol Liber Amoris. L'autoria no va quedar oculta per gaire temps. Va esclatar un escàndol i la seva carrera periodística va arribar a la fi.
El 1824 es va casar per segona vegada amb Isabella Bridgwater, nascuda Shaw, que mai esmenta en cap de les seves obres.
Empobrit i solitari, William Hazlitt va morir el 18 de setembre de 1830 a Londres i va ser enterrat en el cementiri de St. Anne en el Soho.
Van ser precisament els seus assajos els que van establir la fama de Hazlitt. Comenten i reflecteixen el zeitgeist d'una forma no adulterada i, en la seva majoria, no han perdut la importància fins avui.

### Treballs seleccionats
- An Essay on the Principles of Human Action (1805) – Internet Archive
- Free Thoughts on Public Affairs (1806) – Google Books
- La Reply te'l the Essay on Population, by the Rev. T. R. Malthus (1807) – Internet Archive
- The Round Table: La Collection of Essays on Literature, Men, and Manners (with Leigh Hunt; 1817) – Google Books
- Characters of Shakespear's Plays (1817) –
- Lectures on the English Poets (1818) – Google Books
- La View of the English Stage (1818) – Google Books
- Lectures on the English Còmic Writers (1819) – Internet Archive
- Political Essays, with Sketches of Public Characters (1819) –
- Lectures Chiefly on the Dramatic Literature of the Actua of Elizabeth (1820) – Internet Archive
- Table-Talk (1821–22; "Paris" edition, with somewhat different contents, 1825) –
- Characteristics: In the Manner of Rochefoucault's Maxims (1822) – Google Books
- Liber Amoris: or, The New Pygmalion (1823) – Google Books
- The Spirit of the Actua (1825) –
- The Plain Speaker: Opinions on Books, Men, and Things (1826) – Volum I i Volum II on Google Books
- Notes of la Journey Through France and Italy (1826) – Internet Archive
- The Life of Napoleon Buonaparte (four volums; 1828–1830)

### Col·leccions pòstumes seleccionades
- Literary Remains. Editat per William Carew Hazlitt. Londres: Saunders i Otley, 1836 – Internet Archive
- Sketches and Essays. Editat per William Carew Hazlitt. Londres, 1839 – Internet Archive
- Criticisms on Art. Editat per William Carew Hazlitt. Londres: C. Templeman, 1844 – Internet Archive
- Winterslow: Essays and Characters. Editat per William Carew Hazlitt. Londres: David Bogue, 1850 – Internet Archive
- The Collected Works of William Hazlitt. 13 vols. Editat per la.R. Waller i Arnold Glover, amb una introducció de W.I. Glover. Londres: J.M. Dent, 1902–1906 – Internet Archive
- Selected Essays. Editat per George Sampson. Cambridge: en la University Press, 1917 – Internet Archive
- New Writings by William Hazlitt. Editat per P. P. Howe. Londres: Martin Secker, 1925 – HathiTrust
- New Writings by William Hazlitt: Second Series. Editat per P. P. Howe. Londres: Martin Secker, 1927 – HathiTrust
- Selected Essays of William Hazlitt, 1778–1830. Centenary ed. Editat per Geoffrey Keynes. Londres: Nonesuch Press, 1930, OCLC 250868603 OCLC 250868603.
- The Complete Works of William Hazlitt. Centenary ed. 21 vols. Editat per P. P. Howe, després de l'edició d'A. R. Waller i Arnold Glover. Londres: J. M. Dent, 1931–1934, OCLC 1913989 OCLC 1913989.
- The Hazlitt Sampler: Selections from his Familiar, Literary, and Critical Essays. Editat per Herschel Moreland Sikes. Greenwich, Conn.: Fawcett Publications, 1961, ASIN B0007DMF94 ASIN B0007DMF94.
- Selected Writings. Editat per Ronald Blythe. Harmondsworth: Penguin Books, 1970 [reissued 2009], ISBN 9780199552528.
- The Letters of William Hazlitt. Editat per Herschel Moreland Sikes, assistit per Willard Hallam Bonner i Gerald Lahey. Londres: Macmillan, 1979, ISBN 9780814749869.
- Selected Writings. Editat per Jon Cook. Oxford: Oxford University Press, 1991, ISBN 9780199552528.
- The Selected Writings of William Hazlitt. 9 vols. Editat per Duncan Wu. Londres: Pickering i Chatto, 1998, ISBN 9781851963690 – WorldCat.
- The Fight, and Other Writings. Editat per Tom Paulin i David Chandler. Londres: Penguin Books, 2000, ISBN 9780140436136.
- Metropolitan Writings. Editat per Gregory Dart. Manchester: Fyfield Books, 2005, ISBN 9781857547580.
- New Writings of William Hazlitt. 2 vols. Editat per Duncan Wu. Oxford: Oxford University Press, 2007, ISBN 9780199207060.

## Traduccions catalanes
- El plaer d’odiar i altres assaigs. Traducció: Alexandre Ragàs. Martorell: Adesiara Editorial, 2023.